# Indicateur universel
Pour les articles homonymes, voir Indicateur.
 (juin 2022).
Si vous disposez d'ouvrages ou d'articles de référence ou si vous connaissez des sites web de qualité traitant du thème abordé ici, merci de compléter l'article en donnant les références utiles à sa vérifiabilité et en les liant à la section « Notes et références ».
Un indicateur universel est un mélange d'indicateurs de pH, il donne un changement graduel de couleur selon la valeur du pH, contrairement aux indicateurs classiques — tels que le bleu de bromothymol, la phénolphtaléine ou l'hélianthine — qui ne possèdent qu'un changement de couleur bien marqué.
Le pH d'une solution peut être approximativement évalué après avoir versé quelques gouttes de cet indicateur dans la solution.
Le papier pH est un papier absorbant imbibé d'un indicateur coloré universel qui permet de déterminer le pH d'une solution instantanément en fonction de sa couleur.

## Compositions

### Composition classique
La composition habituelle de l'indicateur coloré universel est la suivante :
- méthanol ;
- propan-1-ol ;
- phénolphtaléine (sel de sodium) ;
- rouge de méthyle (sel de sodium) ;
- eau ;
- phénol-4,4'-(3h-2,1-benzoxathiol-3-ylidène)bis-2-bromométhyl-6-(1-méthyléthyl)-S,S-dioxyde (sel de sodium) ;
- phénol-4,4'-(3h-2,1-benzoxathiol-3-ylidène)bis-5-méthyl-2-(1-méthyléthyl)-S,S-dioxyde (sel de sodium).

### Autres compositions
On peut concevoir d'autres indicateurs dits « universels », plus facilement réalisables. Voici deux autres exemples de mélange :
- éthanol (75 ml) ;
- bleu de thymol (5 mg) ;
- rouge de méthyle (25 mg) ;
- bleu de bromothymol (60 mg) ;
- phénolphtaléine (60 mg) ;
- eau (compléter une fiole jaugée jusqu'à 30 ml) ;
- hydroxyde de sodium à 0,01 mol l−1 (quelques gouttes jusqu'à obtention d'une teinte verte)

et :
- eau (10 ml) ;
- solution d'hélianthine (5 gouttes) ;
- solution de tournesol (5 gouttes).

### Indicateur simple
On peut aussi réaliser un indicateur simple qui permet de différencier aisément un pH entre 3 et 10 environ, par un mélange des trois indicateurs les plus courants, à savoir le bleu de bromothymol (jaune à bleu vers pH 7), l'hélianthine (rouge-orangé à jaune vers pH 3-4) et la phénolphtaléine (incolore à rose vers pH 9).

## Couleurs
| Couleurs de l'indicateur universel | forme très acide rouge | forme acide orange | forme acide jaune | forme neutre vert | forme basique bleu | forme très basique violet |

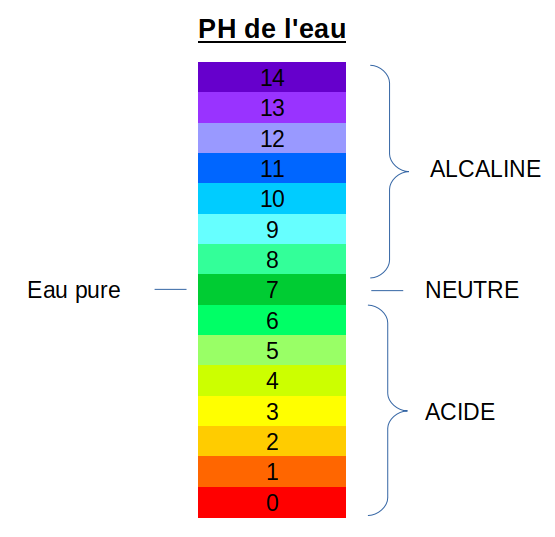
pH de l'eau.

Les couleurs de l'indicateur coloré universel suivent généralement les couleurs du spectre de la lumière blanche.

## Propriétés physiques de la composition classique
- Phase : liquide
- Couleur : vert clair dans l'eau, vert foncé seul
- Odeur : alcool
- pH : environ 7,5
- Masse volumique : 0,93 g cm−3
- Masse volumique des vapeurs : 1,3 kg m−3
- Pression de vapeur : 25 mmHg (soit 3,3 kPa)
- Point d'ébullition : 80 °C
- Solubilité : soluble dans l'eau

L'indicateur universel est un liquide inflammable. Il peut être la cause de problèmes respiratoires et d'autres irritations. Il peut aussi former des peroxydes explosifs.